# Underjordiskt vattenfall

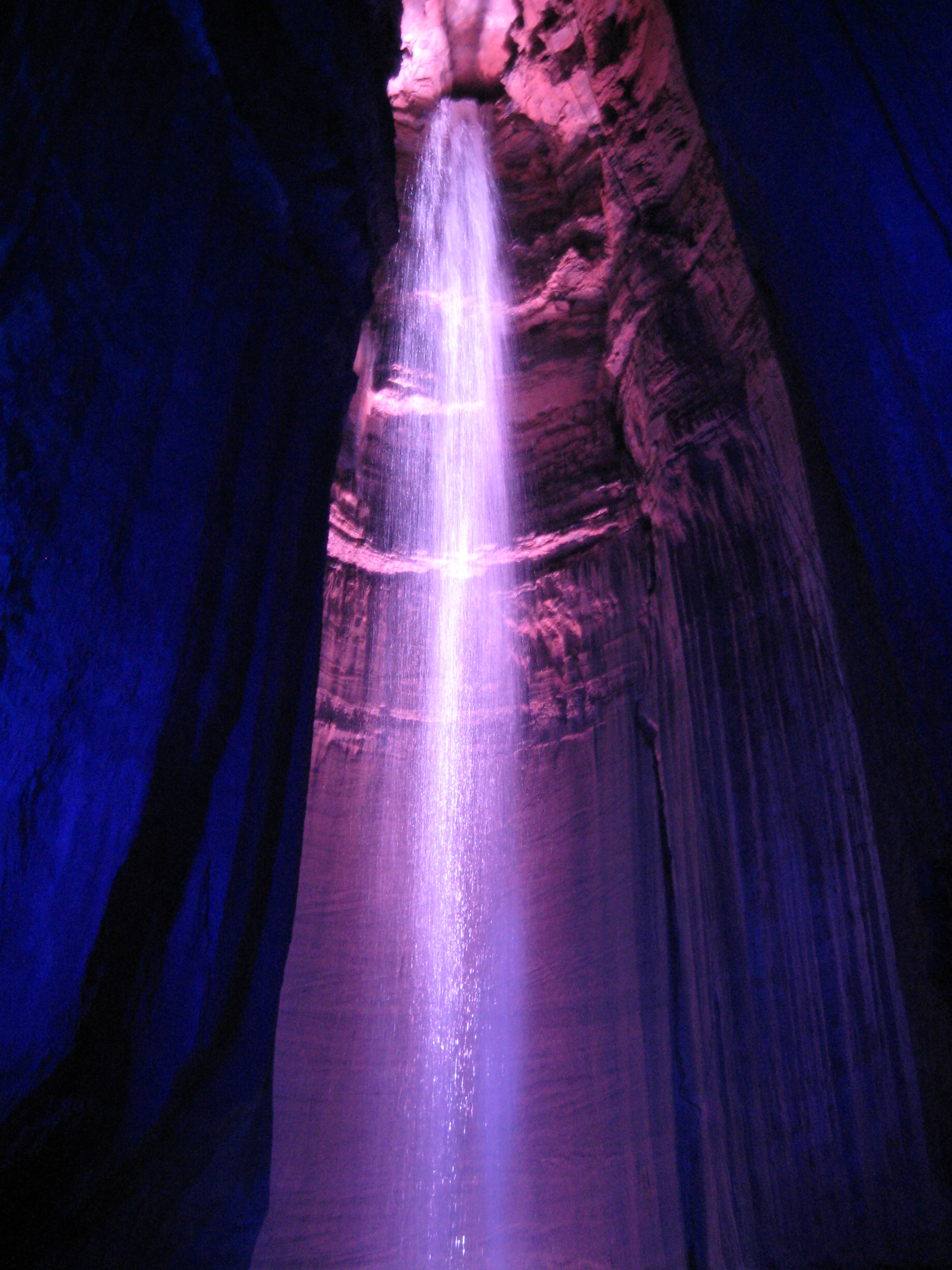
Rubyfallen i Tennessee i USA

Ett underjordiskt vattenfall är ett vattenfall beläget i en grotta, antingen under marken eller ovan jord. Ett exempel är Rubyfallen i Lookout Mountain Caverns i Tennessee i USA, vilka är bland de största och djupaste vattenfallen i USA. Ett annat exempel är Gaping Gill i North Yorkshire i England i Storbritannien.

### Fotnoter
1. ↑  ”Tennessee's Spectacular Underground Waterfall (PHOTOS)” (på engelska). Weather Channel. 21 mars 2014. http://www.weather.com/travel/news/tennessees-spectacular-underground-waterfall-photos-20140321. Läst 18 november 2015.
2. ↑  Richard Wheatstone (26 maj 2013). ”Incredible Yorkshire cave with waterfall twice the height of Niagara Falls is opened up to adventurers” (på engelska). Mirror. http://www.mirror.co.uk/news/uk-news/incredible-yorkshire-cave-waterfall-twice-5768426. Läst 18 november 2015.